# Camelia-Elena Hristea
Camelia-Elena Hristea (* 3. Februar 1991 in Caracal) ist eine ehemalige rumänische Tennisspielerin.

## Karriere
Hristea begann mit sieben Jahren das Tennisspielen und bevorzugt Sandplätze. Sie gewann bisher einen Einzel- und 14 Doppeltitel auf der ITF Women’s World Tennis Tour.
Hristea bestritt ihr letztes Profiturnier im September 2018 und wird seit August 2019 nicht mehr in den Weltranglisten geführt.

## Turniersiege

### Einzel
| Nr. | Datum     | Turnier  | Kategorie   | Belag | Finalgegnerin | Ergebnis      |
| --- | --------- | -------- | ----------- | ----- | ------------- | ------------- |
| 1.  | Juni 2012 | Sarajevo | ITF $10.000 | Sand  | Bernarda Pera | 6:3, 3:6, 6:4 |

### Doppel
| Nr. | Datum              | Turnier      | Kategorie   | Belag | Partnerin            | Finalgegnerinnen                       | Ergebnis          |
| --- | ------------------ | ------------ | ----------- | ----- | -------------------- | -------------------------------------- | ----------------- |
| 1.  | 9. September 2007  | Brașov       | ITF $10.000 | Sand  | Raluca Ciulei        | Irina-Camelia Begu Diana Gae           | 7:5, 6:4          |
| 2.  | 18. Juli 2008      | Balş         | ITF $10.000 | Sand  | Ionela-Andreea Iova  | Laura-Ioana Andrei Diana Buzean        | 2:6, 6:4, [10:8]  |
| 3.  | 29. Mai 2009       | Pitești      | ITF $10.000 | Sand  | Alexandra Damaschin  | Diana Buzean Andreea Mitu              | 6:1, 6:4          |
| 4.  | 25. Oktober 2009   | Thessaloniki | ITF $10.000 | Sand  | Diana Buzean         | Olga Brózda Justyna Jegiołka           | 5:7, 6:4, [11:9]  |
| 5.  | 17. Juli 2010      | Prokuplje    | ITF $10.000 | Sand  | Ionela-Andreea Iova  | Jelena Durišič Isabella Shinikova      | 7:5, 6:4          |
| 6.  | 8. Oktober 2010    | Dobrich      | ITF $10.000 | Sand  | Ionela-Andreea Iova  | Huliya Velieva Lütfiye Esen            | 6:0, 2:6, [10:6]  |
| 7.  | 29. Mai 2011       | Bukarest     | ITF $10.000 | Sand  | Laura-Ioana Andrei   | Cecilia Estlander Katharina Negrin     | 7:65, 6:1         |
| 8.  | 13. August 2011    | Bukarest     | ITF $10.000 | Sand  | Cristina Dinu        | Alexandra Damaschin Andreea Mitu       | 1:6, 7:66, [10:4] |
| 9.  | 27. August 2011    | Bukarest     | ITF $10.000 | Sand  | Laura-Ioana Andrei   | Ionela-Andreea Iova Andreea Văideanu   | 6:1, 7:5          |
| 10. | 23. September 2011 | Varna        | ITF $10.000 | Sand  | Raluca Elena Platon  | Jana Jandová Monika Tůmová             | 6:2, 6:3          |
| 11. | Juni 2012          | Craiova      | ITF $10.000 | Sand  | Alice-Andrada Radu   | Laura-Ioana Andrei Raluca Elena Platon | 6:0, 3:6, [10:6]  |
| 12. | 6. September 2013  | Belgard      | ITF $10.000 | Sand  | Lina Gjorcheska      | Xenia Knoll Tamara Čurović             | 6:0, 6:1          |
| 13. | 30. Mai 2014       | Sibiu        | ITF $10.000 | Sand  | Oana Georgeta Simion | Raluca Șerban Vendula Zovincova        | 7:62, 6:1         |
| 14. | 20. Juni 2014      | Galați       | ITF $10.000 | Sand  | Patricia Maria Țig   | Maryna Kolb Nadija Kolb                | 6:3, 6:1          |